# Independientes por Lucena
Independientes por Lucena (IPLUC) es un partido político de ámbito local, fundado en Lucena del Puerto (Huelva) en el año 2007 con la finalidad de concurrir a las elecciones municipales de ese año.

## Ideario
Se constituye para contribuir democráticamente a la determinación de la política local y a la formación de la voluntad política de los ciudadanos, así como promover su participación en las instituciones representativas de carácter político mediante la presentación y apoyo de candidatas y candidatos en las correspondientes elecciones, con arreglo a los siguientes fines específicos:
a)	Constituir y apoyar candidaturas en los procesos electorales municipales en el Ayuntamiento de Lucena del Puerto.
b)	Contribuir al gobierno del municipio y a la formación de estados de opinión en la medida de las posibilidades electorales.
c)	Regenerar y democratizar la vida política local del municipio de Lucena del Puerto y avanzar en el desarrollo político del mismo.
d)	Participar en los entes supramunicipales en los que se encuadra Lucena del Puerto.
e)	Cumplir y hacer cumplir la Constitución Española y las leyes del Reino.

## Resultados Electorales
Concurre, Independientes por Lucena, a las Elecciones Municipales de 2007 con Manuel Mora Ruiz como candidato a la Alcaldía del municipio. Obtiene unos resultados muy positivos, siendo la primera vez, desde las primeras elecciones municipales, que una lista alternativa a los dos grandes partidos (PSOE/PP) consigue vencer a uno de ellos. A la luz de estos resultados, Independientes por Lucena (IPLUC) y Partido Popular firman un pacto de gobierno para la legislatura 2007-2011, siendo investido como alcalde el candidato de IPLUC.
A las Elecciones Municipales de 2011, los independientes de Lucena del Puerto, concurren en coalición con distintos partidos del espectro político andaluz con la idea de intentar alcanzar unos resultados que favoreciesen el trabajo en pro de Lucena del Puerto. Dicha coalición, Espacio Plural Andaluz, obtuvo 230.274 votos (5,65% en Andalucía) y 470 concejales, con 11 mayorías absolutas y 10 relativas. En Lucena del Puerto, el trabajo realizado en la anterior legislatura se traduce en un aumento de votos hacia la formación que le llevan a aumentar en un concejal su representatividad en el consistorio lucenero. Se reedita el Pacto IPLUC/PP, siendo reelegido Manuel Mora Ruiz como alcalde del municipio. Al final de la misma, dos concejales de la formación popular son destituidos de sus cargos por el alcalde, mientras que la tercera edil de dicho partido permanece en el Equipo de Gobierno municipal, lo que supuso una ruptura de facto del acuerdo entre ambas formaciones.

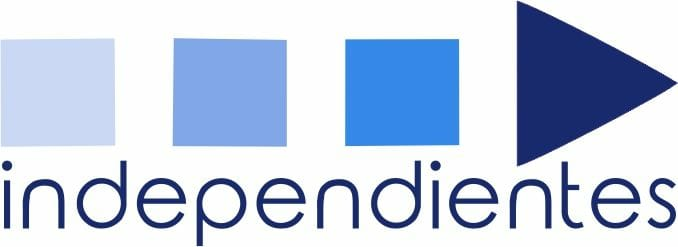
Independientes por Huelva (IxH), partido de ámbito provincial del que es miembro y fundador Independientes por Lucena (IPLUC)

A lo largo de la legislatura y auspiciada por IPLUC, entre otros partidos de ámbito local de Huelva, nace una coalición denominada Independientes. Coalición por Huelva (I.CxH) que aglutina a diferentes partidos de la provincia onubense que defienden una idea municipalista de entender la política; en definitiva, se pretenden tratar desde estos partidos, llevando sus inquietudes a las instituciones donde ostenten representación, los problemas de los pueblos que de forma continuada se difuminan y son soslayados por los grandes partidos. Dentro de esta coalición, IPLUC concurre a las Elecciones Municipales de 2015 alcanzando su mejor resultado hasta el momento pues las ganan con 700 votos. Sin embargo, no se reedita el pacto de anteriores legislaturas con el PP, llegando esta formación política a un acuerdo con el PSOE para desbancar a IPLUC de la alcaldía lucenera.
Durante estos años ha ido evolucionando la idea que de coalición de partidos independientes se tenía, cristalizando todos los esfuerzos en la fundación de un partido que los aglutina: Independientes por Huelva (IxH), que concurre a las Elecciones al Parlamento de Andalucía de 2018 con Lidia Calvo, de Independientes por Bollullos (Ixb),como cabeza de lista.
Se presentan a las Elecciones Municipales de 2019 con una candidatura encabezada, de nuevo, por Manuel Mora Ruiz. La candidatura obtuvo 5 de los 11 concejales disputados en las elecciones. En 2023, no se presentó candidatura.